# Доходный дом Бахчисарайцева

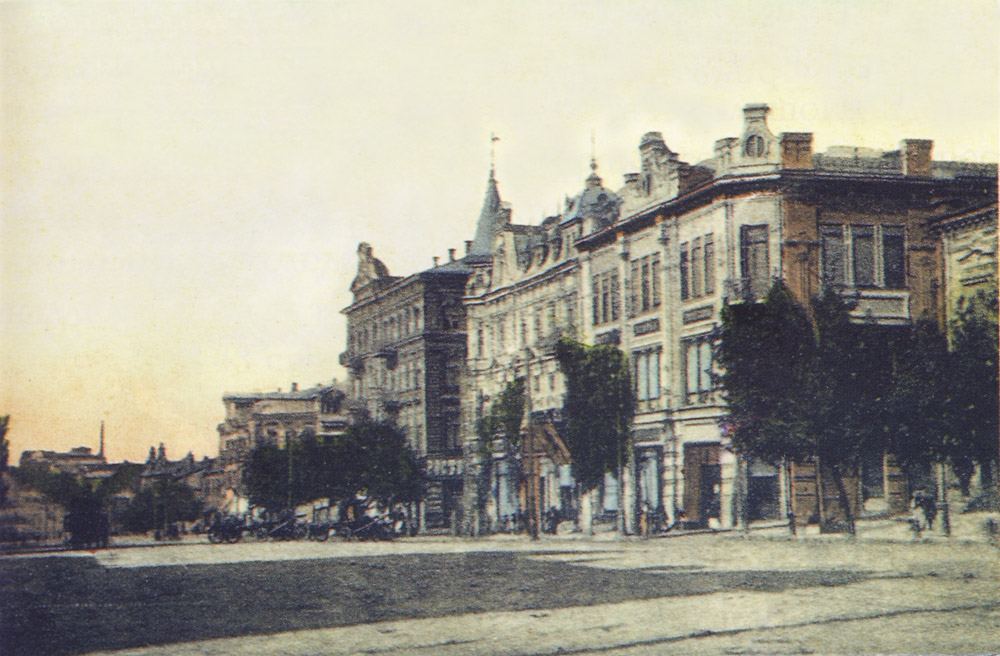
Доходный дом Г. Х. Бахчисарайцева

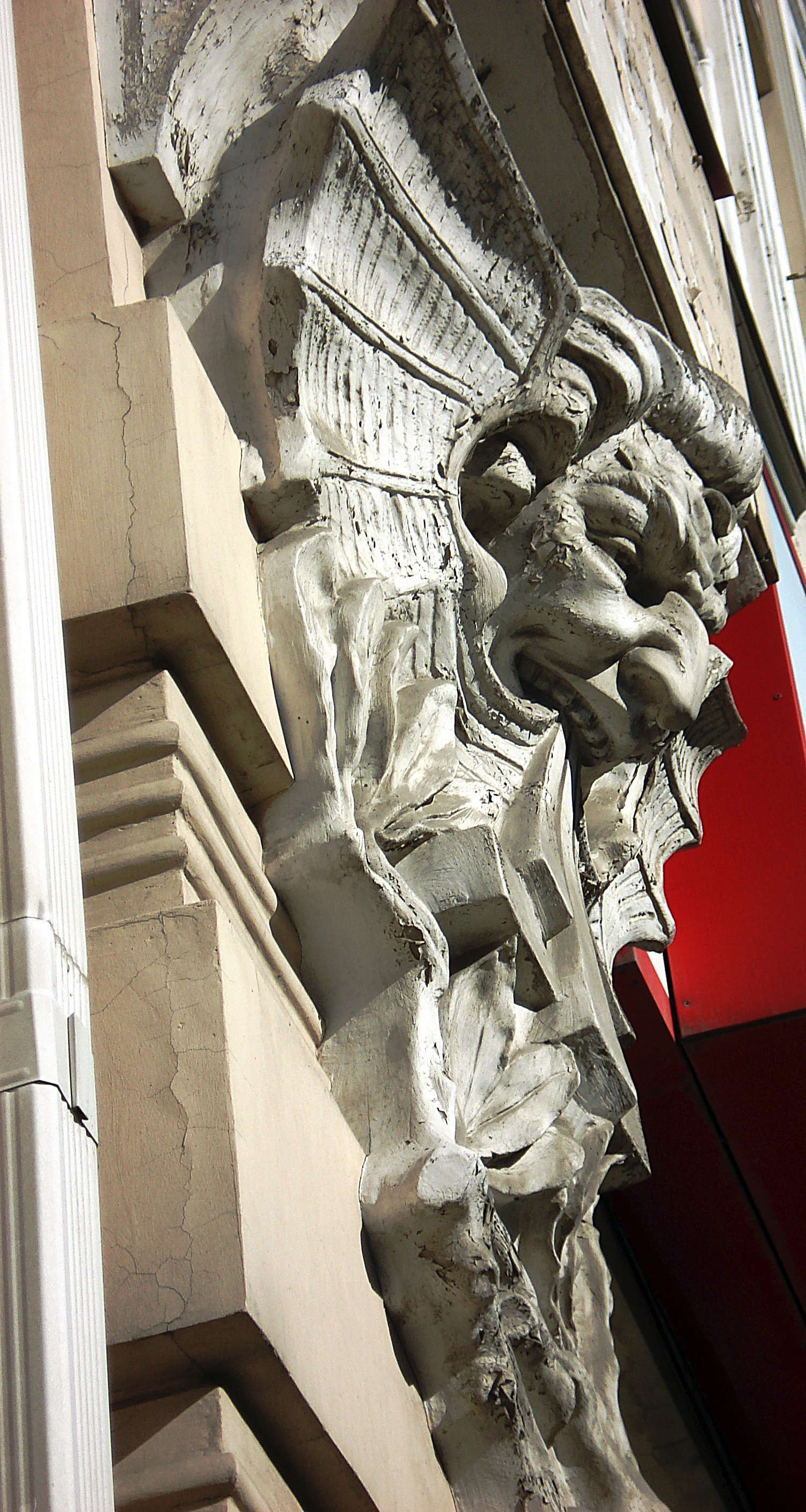
фасад здания украшают головы химер

Доходный дом Г. Х. Бахчисарайцева — здание в Ростове-на-Дону, расположенное на пересечении улиц: Социалистической и проспекта Буденовский (пр. Буденновский, 26/57). Здание было построено в начале XX века и принадлежало Бахчисарайцеву Григорию Христофоровичу , гласному ростовской городской думы и почётному мировому судье ростовского судебно-мирового округа, который был известным в городе любителем-садоводом. (Настоящее имя Бахчисарайцев Крикор Христофорович, указан в качестве владельца дома в оценочных документах и в перечне объектов культурного наследия регионального значения г. Ростова-на-Дону). В 1910 году Бахчисарайцев Г. Х. возглавил совет по организации первого Праздника древонасаждения.
В настоящее время здание внесено в реестр памятников архитектуры.

## История
Здание было построено в стиле модерн в начале XX века . Характерной чертой доходных домов конца XIX начала XX века является расположение торговых помещений на первом этаже здания. Первый этаж дома арендовало торгово-промышленное товарищество «Звено», занимавшееся продажей автомобилей «Лорелей» акционерного общества «Рудольф Лей».
В 1920-е годы здание было национализировано — верхние этажи были отведены под жилые помещения, а в подвал поместили студенческую столовую, первый этаж продолжил функционировать как торговый.

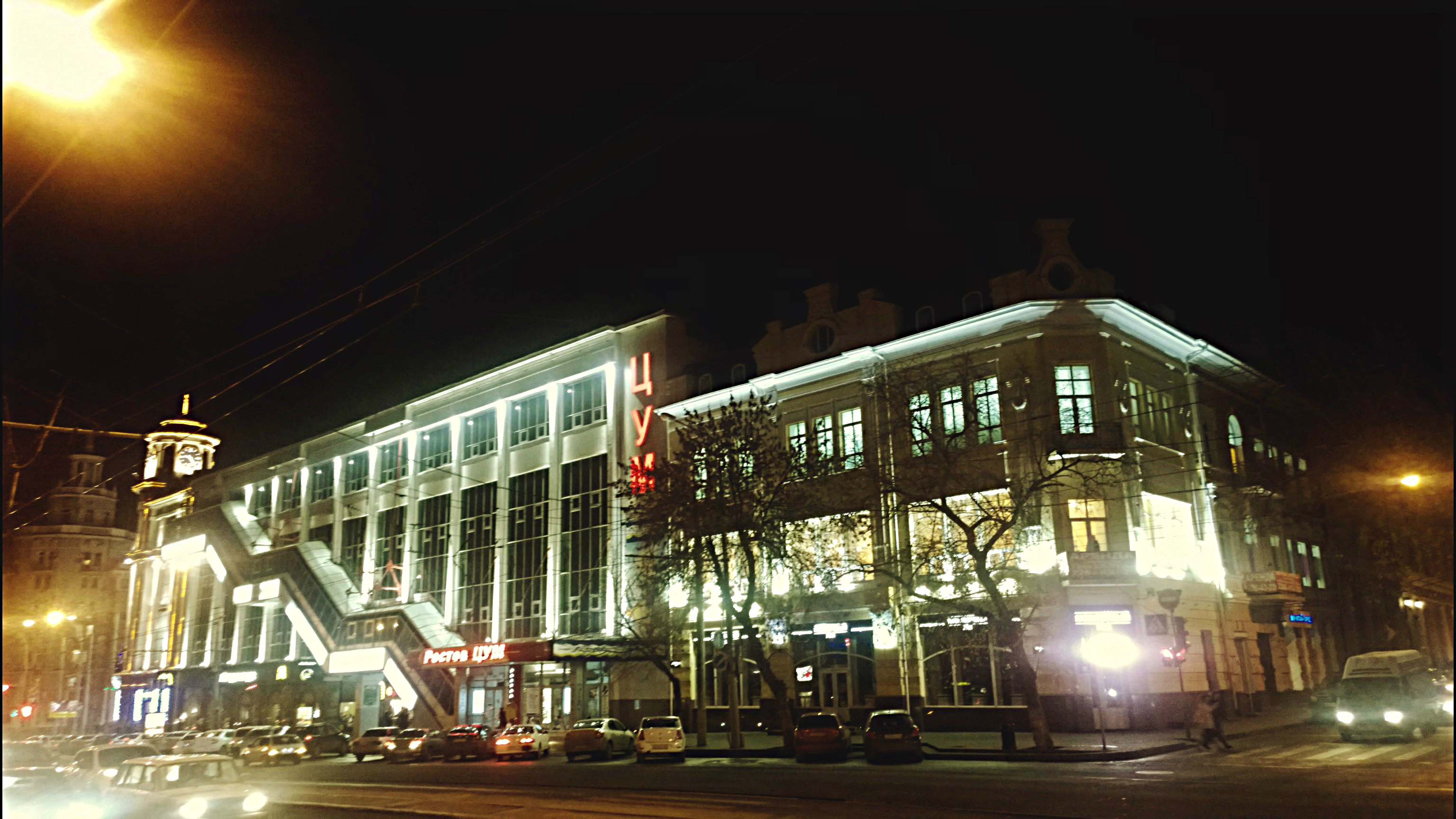
Вечерний Ростов, вид на доходный дом Григория Бахчисарайцева и торговый дом Григория Пустовойтова

Во время Великой Отечественной войны доходный дом Г. Х. Бахчисарайцева сильно пострадал, а соседние с ним здания были практически полностью разрушены и не подлежали восстановлению (дом Г. Пустовойтова и К. Чернова).
Реставрация Доходного дома была проведена в 2005 году. Сегодня в здании расположен ювелирный магазин, кафе, книжный супермаркет и балетная школа.